# Encolpion

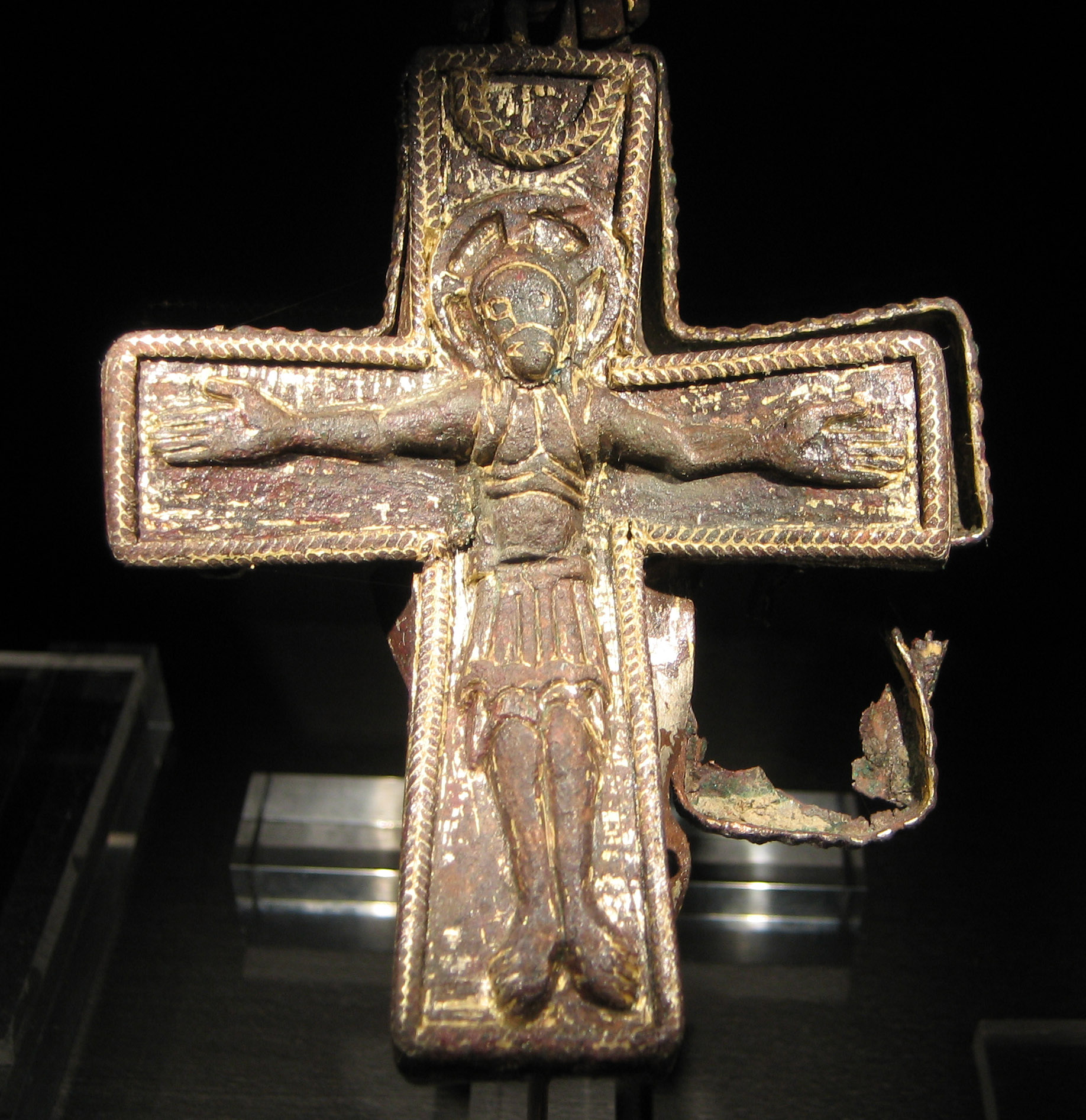
Medeltida encolpion funnen vid Uppåkra kyrka, Skåne.

Encolpion (alternativt enkolpion, från grekiskans ἐγκόλπιον, egkolpion: "det som bäres på bröstet") är ett slags tidigt kristet relikskrin som bäres som amulett eller smycke. 